# Baltasinsky (huyện)
Huyện Baltasinsky (tiếng Nga: ? райо́н) là một huyện hành chính tự quản (raion), của Tatarstan, Nga. Huyện có diện tích 1108 kilômét vuông. Trung tâm của huyện đóng ở Baltasi.